# Sergio Battistini
Sergio Battistini (ur. 7 maja 1963 w Massie) – włoski piłkarz, występujący podczas kariery na pozycji obrońcy.

## Kariera klubowa
Karierę piłkarską Sergio Battistini rozpoczął w drugoligowym wówczas Milanie w 1980 roku. W 1981 Milan powrócił do Serie A, by rok później ponownie z niej spaść. W 1983 po raz drugi powrócił do Serie A. W 1985 Battistini przegrał rywalizację na lewej obronie Milanu z młodym Paolo Maldinim i przeszedł do Fiorentini. W klubie z Florencji występował przez 5 lat. W 1990 roku został zawodnikiem Interu Mediolan. W Interze zadebiutował 5 września 1990 w wygranym 1-0 meczu Pucharze Włoch z Monzą.
Ostatni raz w barwach czarno-niebieskich wystąpił 11 maja 1994 w wygranym 1-0 meczu finałowym Pucharu UEFA z Austrią Salzburg. W Interze rozegrał 155 spotkań (112 w lidze, 22 w Pucharze UEFA i 21 w Pucharze Włoch) oraz strzelił 13 bramek (10 w lidze, 1 w Pucharze UEFA oraz 2 w Pucharze Włoch). W 1994 przeszedł do Brescia, z którą rok później spadł do Serie B. Ogółem w latach 1981-1995 w Serie A rozegrał 346 spotkań, w których zdobył 32 bramki. Karierę Battistini zakończył w trzecioligowej Spezii w 1997 roku.
| Sezon   | Klub              | Kraj   | Rozgrywki | Mecze | Bramki |
| ------- | ----------------- | ------ | --------- | ----- | ------ |
| 1980/81 | A.C. Milan        | Włochy | Serie B   | 37    | 5      |
| 1981/82 | A.C. Milan        | Włochy | Serie A   | 30    | 3      |
| 1982/83 | A.C. Milan        | Włochy | Serie B   | 37    | 11     |
| 1983/84 | A.C. Milan        | Włochy | Serie A   | 29    | 5      |
| 1984/85 | A.C. Milan        | Włochy | Serie A   | 29    | 5      |
| 1985/86 | A.C.F. Fiorentina | Włochy | Serie A   | 28    | 1      |
| 1986/87 | A.C.F. Fiorentina | Włochy | Serie A   | 21    | 1      |
| 1987/88 | A.C.F. Fiorentina | Włochy | Serie A   | 20    | 1      |
| 1988/89 | A.C.F. Fiorentina | Włochy | Serie A   | 28    | 1      |
| 1989/90 | A.C.F. Fiorentina | Włochy | Serie A   | 30    | 3      |
| 1990/91 | Inter Mediolan    | Włochy | Serie A   | 28    | 2      |
| 1991/92 | Inter Mediolan    | Włochy | Serie A   | 20    | 0      |
| 1992/93 | Inter Mediolan    | Włochy | Serie A   | 34    | 5      |
| 1993/94 | Inter Mediolan    | Włochy | Serie A   | 30    | 3      |
| 1994/95 | Brescia Calcio    | Włochy | Serie A   | 19    | 2      |
| 1995/96 | Brescia Calcio    | Włochy | Serie B   | 18    | 0      |
| 1996/97 | Spezia Calcio     | Włochy | Serie C1  | 17    | 1      |

## Kariera reprezentacyjna
Sergio Battistini w reprezentacji Włoch zadebiutował 4 lutego 1984 w wygranym 5-0 towarzyskim meczu z Meksykiem. Ostatni raz w reprezentacji wystąpił 30 maja 1984 w zremisowanym 0-0 towarzyskim meczu z USA. Ogółem w reprezentacji wystąpił w czterech meczach. W 1984 roku pojechał na Igrzyska Olimpijskie, na których Włochy zajęły czwarte miejsce. Na turnieju w Los Angeles wystąpił w pięciu meczach z Egiptem, Kostaryką, Chile, Brazylią i Jugosławią.
| Mecze i gole w reprezentacji | Mecze i gole w reprezentacji | Mecze i gole w reprezentacji | Mecze i gole w reprezentacji | Mecze i gole w reprezentacji | Mecze i gole w reprezentacji | Mecze i gole w reprezentacji |
| #                            | Data                         | Miasto                       | Przeciwnik                   | Gol                          | Wynik                        | Rozgrywki                    |
| ---------------------------- | ---------------------------- | ---------------------------- | ---------------------------- | ---------------------------- | ---------------------------- | ---------------------------- |
| 1.                           | 04.02.1984                   | Rzym                         | Meksyk                       |                              | 5:0                          | towarzyski                   |
| 2.                           | 03.03.1984                   | Stambuł                      | Turcja                       |                              | 2:1                          | towarzyski                   |
| 3.                           | 26.05.1984                   | Toronto                      | Kanada                       | Gol                          | 2:0                          | towarzyski                   |
| 4.                           | 30.05.1984                   | Nowy Jork                    | Stany Zjednoczone            |                              | 0:0                          | towarzyski                   |

## Kariera trenerska
Po zakończeniu kariery piłkarskiej Battistini został trenerem. Dotychczas trenował klubu z niższych klas rozgrywkowych oraz szkolił młodzież m.in. we Fiorentinie.